# Campeonato Europeu de Atletismo em Pista Coberta de 2015 - 400 m masculino
A prova dos 400 metros masculino do Campeonato Europeu de Atletismo em Pista Coberta de 2015 foi disputada entre 6 e 7 de março de 2015 no O2 Arena em Praga, República Checa.

## Recordes
Antes desta competição, os recordes mundiais e do campeonato nesta prova eram os seguintes:
|                       | Nome             | Nacionalidade     | Tempo  | Local        | Data                   |
| --------------------- | ---------------- | ----------------- | ------ | ------------ | ---------------------- |
| Recorde mundial       | Kerron Clement   | Estados Unidos    | 44s 57 | Fayetteville | 12 de março de 2005    |
| Recorde do campeonato | Marek Plawgo     | Estados Unidos    | 45s 39 | Viena        | 3 de março de 2002     |
| Recorde europeu       | Thomas Schönlebe | Alemanha Oriental | 45s 05 | Sindelfingen | 5 de fevereiro de 1988 |

Os seguintes recordes foram estabelecidos durante esta competição: 
| Data       | Evento | Atleta       | Nacionalidade | Tempo | Notas                 |
| ---------- | ------ | ------------ | ------------- | ----- | --------------------- |
| 7 de março | Final  | Pavel Maslák | Chéquia       | 45.33 | Recorde do campeonato |

## Medalhistas
| Ouro               | Prata              | Bronze             |
| Pavel Maslák (CZE) | Dylan Borlée (BEL) | Rafał Omelko (POL) |

## Cronograma
Todos os horários são locais (UTC+2).
| Data       | Hora  | Evento    |
| ---------- | ----- | --------- |
| 6 de março | 11:00 | Bateria   |
| 6 de março | 17:10 | Semifinal |
| 7 de março | 19:10 | Final     |

## Resultados

### Bateria
Qualificação: 2 atletas de cada bateria  (Q) mais os  6 melhores qualificados (q). 
| Posição | Bateria | Atleta                    | Nacionalidade | Tempo | Notas |
| ------- | ------- | ------------------------- | ------------- | ----- | ----- |
| 1       | 4       | Donald Blair-Sanford      | Israel        | 46.81 | Q     |
| 2       | 4       | Rafał Omelko              | Polónia       | 46.95 | Q     |
| 3       | 4       | Luka Janežič              | Eslovênia     | 46.98 | q     |
| 4       | 6       | Dara Kervick              | Irlanda       | 47.03 | Q     |
| 5       | 5       | Jan Tesař                 | Chéquia       | 47.09 | Q     |
| 6       | 6       | Łukasz Krawczuk           | Polónia       | 47.14 | Q     |
| 7       | 6       | Vitaliy Butrym            | Ucrânia       | 47.15 | q     |
| 8       | 3       | Pavel Maslák              | Chéquia       | 47.23 | Q     |
| 9       | 1       | Karol Zalewski            | Polónia       | 47.24 | Q     |
| 10      | 4       | Samuel García             | Espanha       | 47.26 | q     |
| 11      | 5       | Matteo Galvan             | Itália        | 47.31 | Q     |
| 12      | 3       | Dylan Borlée              | Bélgica       | 47.36 | Q     |
| 13      | 1       | Aliaksandr Linnik         | Bielorrússia  | 47.40 | Q,    |
| 14      | 1       | Jarryd Dunn               | Reino Unido   | 47.47 | q     |
| 14      | 2       | Yavuz Can                 | Turquia       | 47.47 | Q     |
| 16      | 5       | Bjorn Blauwhof            | Países Baixos | 47.52 | q     |
| 17      | 3       | Yevhen Hutsol             | Ucrânia       | 47.55 | q     |
| 18      | 2       | Patrik Šorm               | Chéquia       | 47.56 | Q     |
| 19      | 1       | Terrence Agard            | Países Baixos | 47.59 |       |
| 20      | 2       | Lee-Marvin Bonevacia      | Países Baixos | 47.62 |       |
| 21      | 2       | Pau Fradera               | Espanha       | 47.63 |       |
| 22      | 1       | Nick Ekelund-Arenander    | Dinamarca     | 47.69 |       |
| 23      | 4       | Marek Niit                | Estónia       | 47.79 |       |
| 24      | 3       | Erik Martinsson           | Suécia        | 48.09 |       |
| 25      | 2       | Trausti Stefánsson        | Islândia      | 48.28 |       |
| 26      | 5       | Vincent Karger            | Luxemburgo    | 48.37 |       |
| 27      | 3       | Benjamin Lobo Vedel       | Dinamarca     | 48.44 |       |
| 28      | 6       | Mehmet Güzel              | Turquia       | 48.55 |       |
| 29      | 6       | Alexander Gladitz         | Alemanha      | 48.73 |       |
| 30      | 6       | Jānis Baltušs             | Letônia       | 48.82 |       |
| 31      | 2       | Denis Danac               | Eslováquia    | 48.96 |       |
| 32      | 4       | Kolbeinn Hödur Gunnarsson | Islândia      | 49.21 |       |
| 33      | 5       | Miloš Raović              | Sérvia        | DNF   |       |

### Semifinal
Qualificação: 2 atletas de cada bateria  (Q) . 
| Posição | Bateria | Atleta               | Nacionalidade | Tempo | Notas            |
| ------- | ------- | -------------------- | ------------- | ----- | ---------------- |
| 1       | 2       | Pavel Maslák         | Chéquia       | 46.46 | Q                |
| 2       | 2       | Łukasz Krawczuk      | Polónia       | 46.71 | Q                |
| 3       | 1       | Dylan Borlée         | Bélgica       | 46.72 | Q,               |
| 4       | 2       | Aliaksandr Linnik    | Bielorrússia  | 46.78 | Recorde nacional |
| 5       | 1       | Matteo Galvan        | Itália        | 46.82 | Q                |
| 6       | 1       | Karol Zalewski       | Polónia       | 46.84 |                  |
| 7       | 2       | Dara Kervick         | Irlanda       | 46.96 |                  |
| 8       | 1       | Jan Tesař            | Chéquia       | 47.11 |                  |
| 9       | 1       | Jarryd Dunn          | Reino Unido   | 47.29 |                  |
| 10      | 3       | Rafał Omelko         | Polónia       | 47.52 | Q                |
| 11      | 3       | Yevhen Hutsol        | Ucrânia       | 47.65 | Q                |
| 12      | 3       | Patrik Šorm          | Chéquia       | 47.70 |                  |
| 13      | 3       | Yavuz Can            | Turquia       | 47.81 |                  |
| 14      | 1       | Samuel García        | Espanha       | 47.95 |                  |
| 15      | 2       | Vitaliy Butrym       | Ucrânia       | 48.09 |                  |
| 16      | 2       | Bjorn Blauwhof       | Países Baixos | 48.38 |                  |
| 17      | 3       | Donald Blair-Sanford | Israel        | DSQ   | R163.2           |
| 18      | 3       | Luka Janežič         | Eslovênia     | DNS   |                  |

### Final
A final foi realizada às 19:10 no dia 7 de março de 2015.  

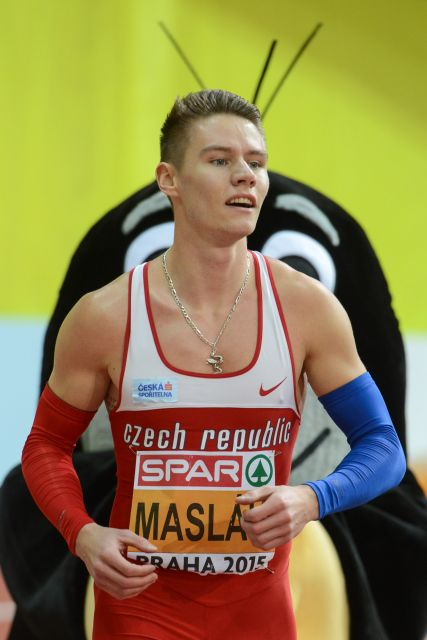
Pavel Maslák defendeu com sucesso seu título de dois anos antes.

| Posição           | Raia | Atleta          | Nacionalidade | Tempo | Notas                 |
| ----------------- | ---- | --------------- | ------------- | ----- | --------------------- |
| Medalha de ouro   | 5    | Pavel Maslák    | Chéquia       | 45.33 | Recorde do campeonato |
| Medalha de prata  | 6    | Dylan Borlée    | Bélgica       | 46.25 | Recorde pessoal       |
| Medalha de bronze | 4    | Rafał Omelko    | Polónia       | 46.26 | Recorde pessoal       |
| 4                 | 3    | Łukasz Krawczuk | Polónia       | 46.31 | Recorde pessoal       |
| 5                 | 1    | Yevhen Hutsol   | Ucrânia       | 46.73 |                       |
| 6                 | 2    | Matteo Galvan   | Itália        | 46.87 |                       |

Legenda
| Recorde mundial       | Recorde mundial (World record)               |                       | Recorde africano                      | Recorde africano (African) |                                           | Q | Classificado por posição (Qualified) |
| Recorde do campeonato | Recorde do campeonato (Championship record)  | Recorde da América    | Recorde da América (Americas)         | q                          | Classificado por melhor tempo (Qualified) |   |                                      |
| Melhor marca do ano   | Melhor marca do ano (World leading)          | Recorde asiático      | Recorde asiático (Asian)              | DNS                        | Não largou (Did not start)                |   |                                      |
| Recorde nacional      | Recorde nacional (National record)           | Recorde europeu       | Recorde europeu (European)            | DNF                        | Não terminou (Did not finish)             |   |                                      |
| Recorde pessoal       | Recorde pessoal do atleta (Personal best)    | Recorde da Oceania    | Recorde da Oceania (Oceania)          | DSQ / DQ                   | Desclassificado (Disqualified)            |   |                                      |
| Recorde da temporada  | Recorde da temporada do atleta (Season best) | Recorde sul-americano | Recorde sul-americano (South America) | NM                         | Sem marca (No mark)                       |   |                                      |